# Бежецкая епархия
Бе́жецкая епархия — епархия Русской православной церкви, объединяющая приходы и монастыри в северо-восточной части Тверской области (в границах Бежецкого, Весьегонского, Кесовогорского, Краснохолмского, Лесного, Лихославльского, Максатихинского, Молоковского, Рамешковского, Сандовского, Сонковского, Спировского и Удомельского районов). Входит в состав Тверской митрополии.
Кафедральные соборы — Спасский в Бежецке и Князь-Владимирский в Удомле.

## История
Бежецкое викариатство Тверской (позднее Калининской) епархии с центром в городе Бежецке было учреждено в 1921 году. После 1937 года не замещалось. Викариатство восстановлено 27 июля 2011 года постановлением Священного синода.
28 декабря 2011 года решением Священного синода Русской православной церкви учреждена самостоятельная Бежецкая епархия путём выделения из Тверской епархии. Включена в состав Тверской митрополии.
Управляющим епархией был избран архимандрит Филарет (Гусев), клирик Тверской епархии, но 16 марта 2012 года он определён быть епископом Канским и Богучанским. 4 октября 2012 года кандидатом на замещение Бежецкой кафедры был избран игумен Филарет (Гаврин), который 25 ноября 2012 года хиротонисан во епископа Бежецкого и Весьегонского.
27 мая 2022 года титул епархиального архиерея был изменён на «Бежецкий и Удомельский».

## Управляющие
Бежецкое викариатство Тверской епархии
- 9 сентября 1921 — 1922 — Алексий (Замараев) уклонился в обновленчество
- сентябрь 1923—1925 — Стефан (Гнедовский)
- 24 апреля 1928 — 24 апреля 1929 — Захария (Лобов)
- 6 августа 1929 — 29 января 1937 — Григорий (Козырев)
- февраль — 29 декабря 1937 — Аркадий (Остальский) на кафедре не был
- 21 сентября — 28 декабря 2011 — Адриан (Ульянов)

Бежецкая епархия
- 28 декабря 2011 — 25 ноября 2012 — Виктор (Олейник) в/у, митрополит Тверской
- 25 ноября 2012 — 25 июля 2024 — Филарет (Гаврин)
- 25 июля 2024 — 24 октября 2024 Амвросий (Ермаков) в/у, митрополит Тверской
- С 24 октября 2024 — Каллистрат (Романенко)

## Благочиния
Епархия разделена на 7 церковных округов (по состоянию на октябрь 2022 года):
- Бежецкое благочиние
- Весьегонское благочиние
- Краснохолмское благочиние
- Лихославльское благочиние
- Максатихинское благочиние
- Спировское благочиние (образовано 10 ноября 2013 г.)
- Удомельское благочиние

## Монастыри
- Бежецкий Благовещенский монастырь в Бежецке (женский)
- Краснохолмский Николаевский Антониев монастырь в деревне Слобода Краснохолмского района (мужской)
- Николо-Теребенская пустынь в посёлке Труженик Максатихинского района (мужской)

## СМИ
- Ежемесячная газета «Бежецкий Верх» (издается с апреля 2008 года как газета Бежецкого благочиния, с 2012 года как газета Бежецкой епархии). Распространяется бесплатно.

- Сайт Бежецкой епархии http://www.bezheparhia.ru. Работает с 2012 года.